# Арбанашко брдо
Арбанашко брдо је брдо које се налази у непосредној близини насељених места Пећанци, Старо село Дединац и Петровићи у општини Прокупље код села Арбанашка. Највиша тачка брда је 607 м.